# Elizabeth Langdon Williams
Elizabeth Langdon Williams, född 8 februari 1879 i Putnam, Connecticut, död 1981 i Enfield, New Hampshire, var en amerikansk mänsklig räknare vars arbete hjälpte till att upptäcka dvärgplaneten Pluto.